# Триаконтан
Триаконтан — насичений вуглеводень, алкан (C30H62).

## Фізичні властивості
Молекулярна маса 422,82 г/моль
Температура плавлення 65,8 °C;
Температура кипіння 449,7 °C);
Показник заломлення n20
D 1,4536;
Густина 0,8097 г/см3;
Тиск пари (в мм рт.ст.): 1 (234 °C); 10 (284 °C); 40 (324 °C); 100 (356 °C); 400 (414 °C).

## Ізомерія
Теоретично можливо 4 111 846 763 ізомери з таким числом атомів.

## Знаходження в природі
Ідентифіковано в природі: Гаултерія (Gaultheria procumbens L.), Манжетка звичайна (Alchimilla vulgaris L.), молочай прибережний (Euphorbia paralias L.), барвінок малий (Vinca minor L.), льонок звичайний (Linaria vulgaris Mill.), звіробій звичайний (Hypericum perforatum L.)